# Sportplats Traneberg
El Sportplats Traneberg (en sueco: Tranebergs Idrottsplats) fue un estadio de fútbol ubicado en el distrito de Traneberg, al oeste de Estocolmo en Suecia, el cual fue inaugurado en septiembre de 1911. Fue la sede del Djurgårdens IF por 25 años y fue cerrado en septiembre de 1936 antes de su demolición.

## Eventos

### Juegos Olímpicos
Fue la sede de tres partidos de fútbol en los Juegos Olímpicos de Estocolmo 1912:
| Fecha               | Ronda                | Local     | Visitante | Resultado | Asistencia |
| ------------------- | -------------------- | --------- | --------- | --------- | ---------- |
| 29 de junio de 1912 | Primera ronda        | Italia    | Finlandia | 2–3       | 600        |
| 30 de junio de 1912 | Segunda ronda        | Finlandia | Rusia     | 2–1       | 300        |
| 1 de julio de 1912  | Ronda de consolación | Austria   | Noruega   | 1–0       | 200        |